# Liste der Biografien/Sif
Liste der Biografien |
Portal Biografien |
Personensuche
# |
A |
B |
C |
D |
E |
F |
G |
H |
I |
J |
K |
L |
M |
N |
O |
P |
Q |
R |
S |
T |
U |
V |
W |
X |
Y |
Z |
?
 
Sa |
Sb |
Sc |
Sd |
Se |
Sf |
Sg |
Sh |
Si |
Sj |
Sk |
Sl |
Sm |
Sn |
So |
Sp |
Sq |
Sr |
Ss |
St |
Su |
Sv |
Sw |
Sy |
Sz
 
Sia |
Sib |
Sic |
Sid |
Sie |
Sif |
Sig |
Sih |
Sii |
Sij |
Sik |
Sil |
Sim |
Sin |
Sio |
Sip |
Siq |
Sir |
Sis |
Sit |
Siu |
Siv |
Siw |
Six |
Siy |
Siz
Die Liste der Biografien führt alle Personen auf, die in der deutschsprachigen Wikipedia einen Artikel haben. Dieses ist eine Teilliste mit 38 Einträgen von Personen, deren Namen mit den Buchstaben „Sif“ beginnt.

## Sif
- Sif Atladóttir (* 1985), isländische Fußballspielerin

### Sifa
- Siface (1653–1697), italienischer Opernsänger, Kastrat
- Sifakis, Joseph (* 1946), griechisch-französischer Informatiker und Turing-Preisträger
- Sifakis, Michalis (* 1984), griechischer Fußballtorhüter
- Sifaoui, Mohamed (* 1967), algerischer Journalist und Buchautor

### Sife
- Siferlinger, Traudi (* 1966), deutsche Moderatorin
- Sifers, Jaime (* 1983), US-amerikanischer Eishockeyspieler

### Siff
- Siff, Maggie (* 1974), US-amerikanische SchauspielerinMaggie Siff (* 1974)

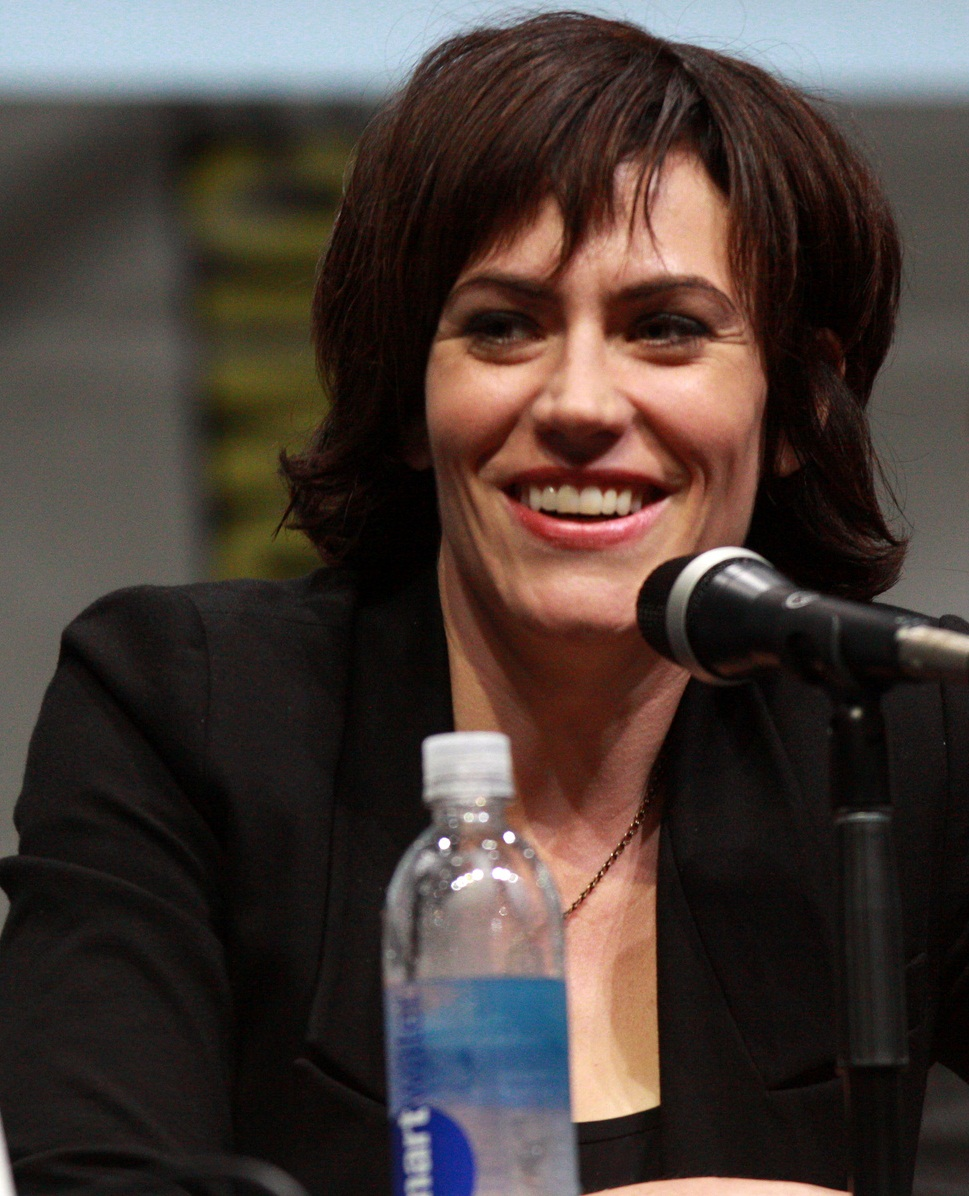
Maggie Siff (* 1974)

- Siffait de Moncourt, Albert (1858–1931), französischer Maler
- Siffels, Franci (* 1920), niederländische Kollaborateurin
- Siffer, Roger (* 1948), elsässisch-französischer Kabarettist, Liedermacher und Bühnenleiter
- Sifferlen, Claude (1940–2010), US-amerikanischer Jazzpianist
- Siffert, Alanis (* 2001), Schweizer Triathletin
- Siffert, Arnaud (* 1978), französischer Handballspieler
- Siffert, Bernard (1957–2023), Schweizer Jazzmusiker (Gitarre)
- Siffert, Jo (1936–1971), Schweizer Motorrad- und Automobilrennfahrer
- Siffert, Philippe (* 1971), Schweizer Unternehmer und Automobilrennfahrer
- Siffling, Ludwig (1921–2020), deutscher Fußballspieler
- Siffling, Oskar (1919–1945), deutscher Fußballspieler
- Siffling, Otto (1912–1939), deutscher Fußballspieler
- Siffling, Thomas (* 1972), deutscher Jazzmusiker und Musikproduzent
- Sifford, Charlie (1922–2015), US-amerikanischer Golfsportler
- Siffre, Jacques (* 1937), französischer Politiker (PS), Mitglied der Nationalversammlung
- Siffre, Labi (* 1945), britischer Dichter, Sänger und Songwriter
- Siffredi, Marco (1979–2002), französischer Bergsteiger und Extrem-Snowboarder
- Siffredi, Rocco (* 1964), italienischer Pornodarsteller sowie Produzent und Regisseur von PornofilmenRocco Siffredi (* 1964)

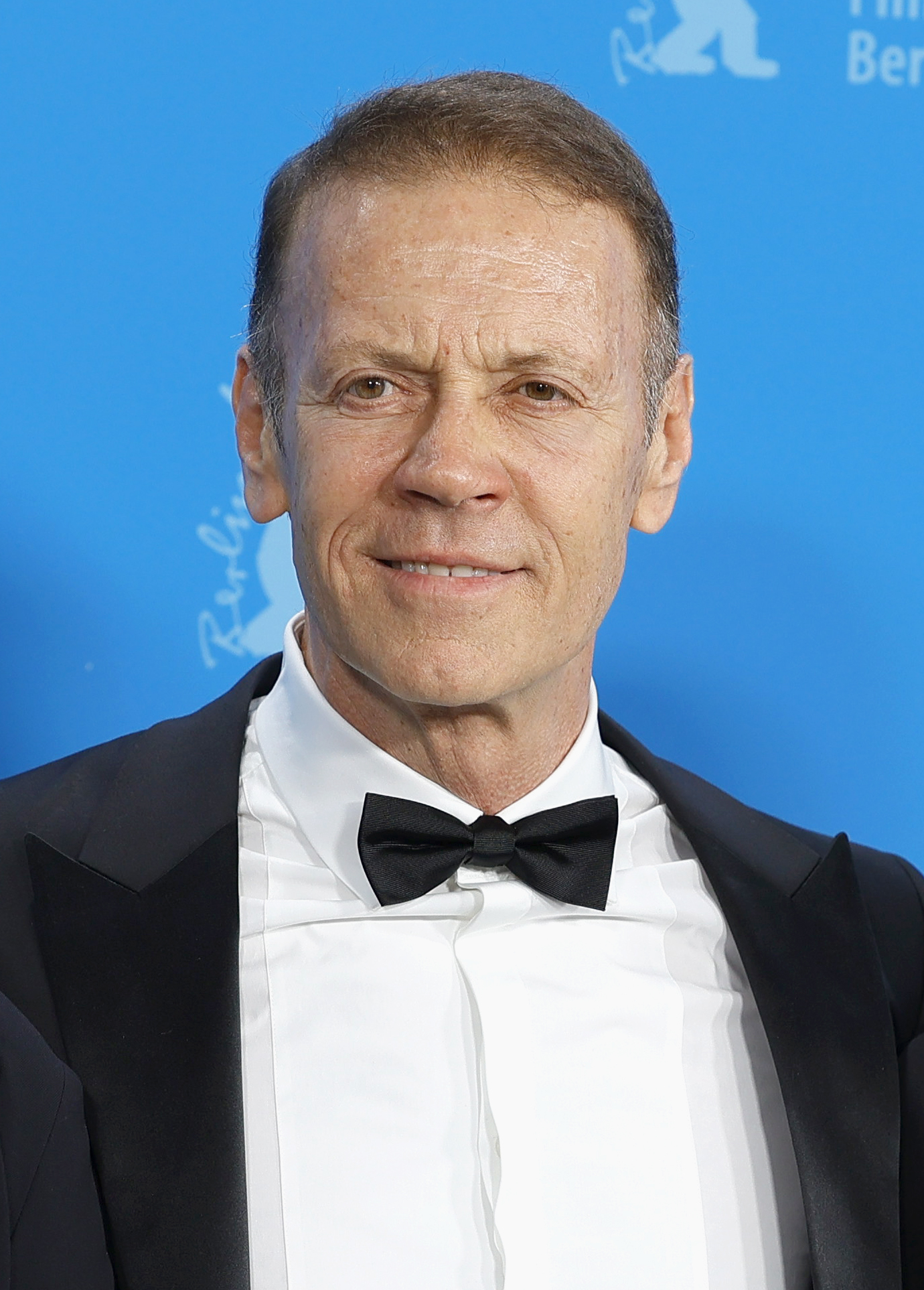
Rocco Siffredi (* 1964)

- Siffridus de Ponte, Bürgermeister in Brilon
- Siffrin, Horst Oskar (* 1947), deutscher Diplomat

### Sifi
- Sifi, Mokdad (* 1940), algerischer Politiker

### Sifr
- Sifredus von Carpentras, Bischof von Carpentras
- Sifrid († 1316), deutscher Benediktinerabt
- Sifridus I., deutscher Glockengießer
- Sifridus II., deutscher Glockengießer

### Sift
- Šiftar, Mija (* 2006), slowenische Volleyballspielerin
- Sifton, Arthur (1858–1921), kanadischer Politiker
- Sifton, Clifford (1861–1929), Politiker der Liberalen Partei Kanadas
- Sifton, Victor (* 1964), kanadischer Autorennfahrer

### Sifu
- Sifuentes, Nicole (* 1986), kanadische Mittelstreckenläuferin